# Jean-Pierre Le Roux
Pour les articles homonymes, voir Le Roux.
Cet article utilise la notation algébrique pour décrire des coups du jeu d'échecs.
Jean-Pierre Le Roux est un joueur d'échecs français né le 18 mai 1982, grand maître international depuis 2010.
Au 1er août 2013, il est le 11e joueur français avec un classement Elo de 2 588 points.

## Carrière
Le Roux débute à 7 ans au club de Guingamp. Il devient grand maître international en 2010.
Il obtient à l'aube de sa carrière de nombreux titres de champion départemental et régional jeunes, puis le titre de champion de France Pupilles en 1994. S'ensuit de nombreuses participations à des compétitions internationales : 34e au championnat du monde Jeunes Pupilles 1994 à Szeged (Hongrie), sixième au Championnat d'Europe Minimes 1997 à Tallinn (Estonie). 
En 2010, il remporte le tournoi B du National à Belfort et l'open de Navalmoral (Espagne). 
En 2012, il remporte l'open de Guingamp et le tournoi Accession du Championnat de France à Pau. En 2013, il remporte l'open de Bad Zwischenahn en Allemagne. En 2016, il est le vainqueur de l'open de Caen. En 2017, il s'impose à l'Accession du Championnat de France à Agen et à l'open de Guernesey. Il remporte le titre de champion de France de parties rapides en 2018.

## Compétitions par équipe
Jean-Pierre Le Roux a représenté l'équipe de France lors de quatre Mitropa Cup, remportant la médaille d'or par équipe en 2007 (il marqua 6,5 points sur 9 au quatrième échiquier de l'équipe de France)
En 2005, il représente l'équipe de France Espoirs lors d'un match Chine-France à Shenzhen.
- Champion de France par équipe avec le club de Bischwiller en 2015, 2018 et 2019
- Champion d'Angleterre avec le club de Guilford en 2014, 2015, 2016, 2017, 2018 et 2019
- Champion de Belgique avec le club de Gand en 2016

## Une partie
Alekseï Dreïev-Jean-Pierre Le Roux, Belfort, 2012
1. d4 Cf6 2. c4 g6 3. Cc3 d5 4. Fg5 Ce4 5. Fh4 Cxc3 6. bxc3 dxc4 7. e3 Fe6 8. Tb1 b6 9. Cf3 c6 10. Fe2 f6!? 11. Fg3 b5 12. h4!? Ff5 13. Ta1 Cd7 14. h5 Da5 15. Dd2 g5 16. 0-0 Cb6 17. Ch2 Cd5 18. Tfc1 e6 19. a4 b4! 20. Fxc4 Cxc3 21. f3 Td8 22. Ff2 g4!? 23. e4? (23. Cxg4 Fxg4 24. fxg4) g3! 24. exf5 gxf2+ 25. Dxf2 Txd4 26. De1 Dc5! 27. Dxe6+ Fe7 28. Df7+ Rd8 29. Ff1 Tf8 30. Dxh7 Fd6 31. Rh1 Th4 32. f4 Ce4 33. g3 Df2 0-1.